# فیلیپ برونل
فیلیپ برونل (انگلیسی: Philippe Brunel؛ زادهٔ ۲۸ فوریهٔ ۱۹۷۳) بازیکن فوتبال اهل فرانسه است.
از باشگاه‌هایی که در آن بازی کرده‌است می‌توان به باشگاه فوتبال آنژه، باشگاه فوتبال سوشو، باشگاه فوتبال لیل، باشگاه فوتبال لانس، و باشگاه فوتبال المپیک مارسی اشاره کرد.